# Тансаїтово
Тансаї́тово (рос. Тансаитово, башк. Таңсәйет) — присілок у складі Кармаскалинського району Башкортостану, Росія. Входить до складу Адзітаровської сільської ради.
Населення — 116 осіб (2010; 127 в 2002).
Національний склад:
- татари — 83 %